# Illicium minwanense
Illicium minwanense är en tvåhjärtbladig växtart som beskrevs av B.N. Chang och S.D. Zhang. Illicium minwanense ingår i släktet Illicium och familjen Schisandraceae. Inga underarter finns listade.